# To mój czas (piosenka)
To mój czas – singel Justyny Steczkowskiej z 2009 roku.

## O piosence
Był to pierwszy singel z albumu To mój czas. Zarówno słowa, jak i muzykę utworu napisała Justyna Steczkowska.

## Teledysk
Teledysk do utworu został wyreżyserowany przez Grzegorza Gościniaka, zdjęcia są autorstwa Tomasza Naumiaka. W teledysku Justynie partneruje Marcin Kwaśny. Swą premierę miał 20 marca 2009 roku w programie Pytanie na śniadanie.